# Suka Maju (Lawe Sigala-Gala)
Suka Maju is een bestuurslaag in het regentschap Aceh Tenggara van de provincie Atjeh, Indonesië. Suka Maju telt 540 inwoners (volkstelling 2010).